# Le terre del Sacramento
Le terre del Sacramento è un romanzo di Francesco Jovine pubblicato nel 1950 e vincitore del Premio Viareggio.
La storia, ambientata durante il periodo fascista in una cittadina del Molise chiamata Calena, narra, in chiave verista, le vicende di una famiglia in decadenza che entra in possesso di un vasto feudo, un tempo appartenuto alla Chiesa, denominato, Le Terre del Sacramento, da cui il titolo del romanzo. Il paese molisano è stato identificato con Isernia, come dimostrato da Luigi Russo in una recensione del 1950  al romanzo di Jovine. 

## Trama
Le terre del Sacramento erano di proprietà ecclesiastica e ospitavano una cappella ormai diroccata e quasi dimenticata. «Morutri era all'estremo limite del feudo del Sacramento» e nessuno voleva più coltivare quelle terre, ritenendole maledette poiché rubate alla Chiesa. Questa proprietà, una volta messa all'asta, fu acquistata dalla potente famiglia dei Cannavale.
Enrico Cannavale, avvocato e proprietario terriero, rappresenta il tipico signore del Sud: viziato dagli agi che la sua ricchezza comporta, non conosce temperanza e sperpera il suo denaro, donandolo a bisognosi o presunti tali. Soprannominato «la Capra del Diavolo», è un incallito donnaiolo che non esita a far trasferire sua cugina Clelia, dopo la morte della madre, nella sua imponente abitazione. Nonostante la parentela, Enrico non ha scrupoli nell'intessere rapporti intimi con lei e con le domestiche.
La monotonia della vita quotidiana di Cannavale viene interrotta dall'arrivo di Laura, una donna tornata a Calena a causa di un lutto familiare dopo aver vissuto per alcuni anni a Napoli. Bella e ambiziosa, Laura è la figlia dell'ex presidente della Corte d'Appello De Martiis e mette in soggezione Clelia, la quale nutre il sospetto che Enrico le indirizzi le sue preferenze. Laura ha una personalità forte e sicura di sé, priva delle incertezze di Clelia, guadagnandosi così la predilezione del padrone, che da quel momento dedica a Clelia solo fuggevoli effusioni notturne.
Laura diventa la padrona di casa: si occupa dell'abitazione e risolve temporaneamente i problemi economici di Enrico, sbrogliando i suoi debiti. In una di queste circostanze incontra per la prima volta il giovane studente di legge Luca Marano, che, accompagnato dall'ufficiale giudiziario Filoteo Natalizio, è venuto ad eseguire un pignoramento. Luca è descritto come «un ragazzo di circa vent'anni, agile e aitante, con chioma nera e incarnato fresco». Vive con la sua numerosa famiglia ed è impiegato dallo zio in piccoli servizi di notariato locale. Prima di intraprendere gli studi di legge a Napoli, sua madre Immacolata aveva voluto farlo prete; tuttavia, egli abbandonò il seminario e questa scelta gli sarà rinfacciata per sempre dalla madre.
La situazione finanziaria di Enrico si fa sempre più difficile; l'unica a impegnarsi per salvare il suo patrimonio compromesso è Laura, che, diventata sua moglie, riesce ad assoggettarlo alla sua volontà. Durante un sopralluogo nei suoi possedimenti terrieri, Laura nota che gran parte delle terre chiamate Macchia Loreto è stata disboscata dai contadini locali che, in preda alla povertà e alla fame in vista dell'inverno, sono costretti a tagliare legna per scaldarsi. «Mai come quell'anno i boscaioli di frodo erano stati abbondanti». Non sapendo come fermare quello che considera un furto, Laura convoca Luca per avere un tramite con i contadini di Calena e Morutri; il giovane gode infatti di notevole ammirazione non solo per i suoi studi ma anche per il rapporto amichevole e sincero che ha instaurato con loro. --- 
I propositi di Laura sembrano onesti; il suo obiettivo è risanare la situazione finanziaria del Sacramento, richiedendo ingenti somme di denaro in prestito per quelle terre già gravate da ipoteche. «La banca non farà nulla se le terre non saranno prima coltivate»: solo in questo modo la donna può aumentarne il valore, arricchendo di conseguenza il suo traballante patrimonio. Con l'aiuto di Luca, riesce a convincere i contadini a lavorare le terre in cambio della promessa di ottenere, dopo i primi raccolti, una parte del prodotto e una stima del valore del terreno in enfiteusi. Dopo un iniziale momento di esitazione, la gente accetta l'offerta.
L'instancabile opera di Laura si scontra con i primi tumulti fascisti, durante i quali suo marito subisce violenze mentre passeggia con l'amico Barberi. I fascisti lo accusano di sostenere il socialismo e così «un colpo di bastone gli cade sulla testa violentemente». Da quel giorno, Enrico non sarà mai più lo stesso: apparirà apatico, quasi in preda alla pazzia. Nel frattempo, l'opera di bonifica delle terre del Sacramento procede senza intoppi. I contadini credono nella parola data loro da Luca; lo supplicano di non tradirli e promettono di riportare quelle terre aride e sassose al rigoglio di un tempo. Solo Immacolata si oppone e non approva che il figlio si trovi a stretto contatto con Laura, che le sembra un'istigatrice e quindi lontana da Dio.
Luca fa ritorno a Napoli, dove viene messo in guardia da un vecchio compagno di studi, Giulio D'Angelo, sulle reali intenzioni di Laura. Questa insinuazione riaccende in lui molti dubbi riguardo a stranezze che aveva notato durante il tempo trascorso con la donna, facendogli temere di essere stato ingannato. Nonostante le sue affannose ricerche, l'unica cosa che riesce a scoprire è che Laura è andata a Sanremo. Una sera, mentre si trova in una trattoria con Giulio, Luca entra in conflitto con alcuni fascisti, tra cui c'è anche un suo compaesano, Gino Pistalli.
"Dopo due giorni, Luca era in treno, diretto a Morutri", dove, una volta arrivato, ricevette notizie allarmanti. Molti contadini avevano ricevuto l'imposizione di lasciare le terre, mentre altri si erano visti aumentare il canone d'affitto di dieci o venti volte. Costretti a lasciare le zone coltivabili, si trasferivano in aree sassose e secche: «La tenuta è in mano a dieci persone che non hanno mai visto una zappa», che si cibano delle fatiche altrui. La situazione precipita e così Luca, insieme a tutti i contadini, cerca di organizzarsi per creare un gruppo di resistenza. È una rivolta pacifica: nessuno di loro deve imbracciare alcuna arma. Tuttavia, le terre vengono occupate dai fascisti che, con «la camicia nera e i gambali», coalizzati con i carabinieri, arrivano dalla parte del fiume, spargendo sangue e mietendo molte vittime, tra cui si trova anche Luca Marano, ucciso perché voleva far valere i diritti della sua gente e a lungo compianto dalle donne proprio sulle terre ingiustamente sottratte.

## Personaggi

### Albero genealogico della famiglia De Martiis
|  |  | ? (sarto) | ? (sarto) | ? (sarto) | ? (sarto) | ? (sarto) | ? (sarto) |  |  | ? | ? | ? | ? | ? | ? |  |  | Emanuele De Martiis (ex Presidente di Corte d'Appello) | Emanuele De Martiis (ex Presidente di Corte d'Appello) | Emanuele De Martiis (ex Presidente di Corte d'Appello) | Emanuele De Martiis (ex Presidente di Corte d'Appello) | Emanuele De Martiis (ex Presidente di Corte d'Appello) | Emanuele De Martiis (ex Presidente di Corte d'Appello) |  |  | ? ( †20 anni dopo il matrimonio) | ? ( †20 anni dopo il matrimonio) | ? ( †20 anni dopo il matrimonio) | ? ( †20 anni dopo il matrimonio) | ? ( †20 anni dopo il matrimonio) | ? ( †20 anni dopo il matrimonio) |  |  |  |  |  |  |  |  |
|  |  | ? (sarto) | ? (sarto) | ? (sarto) | ? (sarto) | ? (sarto) | ? (sarto) |  |  | ? | ? | ? | ? | ? | ? |  |  | Emanuele De Martiis (ex Presidente di Corte d'Appello) | Emanuele De Martiis (ex Presidente di Corte d'Appello) | Emanuele De Martiis (ex Presidente di Corte d'Appello) | Emanuele De Martiis (ex Presidente di Corte d'Appello) | Emanuele De Martiis (ex Presidente di Corte d'Appello) | Emanuele De Martiis (ex Presidente di Corte d'Appello) |  |  | ? ( †20 anni dopo il matrimonio) | ? ( †20 anni dopo il matrimonio) | ? ( †20 anni dopo il matrimonio) | ? ( †20 anni dopo il matrimonio) | ? ( †20 anni dopo il matrimonio) | ? ( †20 anni dopo il matrimonio) |  |  |  |  |  |  |  |  |
|  |  |           |           |           |           |           |           |  |  |   |   |   |   |   |   |  |  |                                                        |                                                        |                                                        |                                                        |                                                        |                                                        |  |  |                                  |                                  |                                  |                                  |                                  |                                  |  |  |  |  |  |  |  |  |
|  |  |           |           |           |           |           |           |  |  |   |   |   |   |   |   |  |  |                                                        |                                                        |                                                        |                                                        |                                                        |                                                        |  |  |                                  |                                  |                                  |                                  |                                  |                                  |  |  |  |  |  |  |  |  |

|  |  |  |  | Giorgina Criscuolo | Giorgina Criscuolo | Giorgina Criscuolo | Giorgina Criscuolo | Giorgina Criscuolo | Giorgina Criscuolo |  |  | Giambattista "Titta" De Martiis ( †14 anni dopo il matrimonio, a 40 anni) | Giambattista "Titta" De Martiis ( †14 anni dopo il matrimonio, a 40 anni) | Giambattista "Titta" De Martiis ( †14 anni dopo il matrimonio, a 40 anni) | Giambattista "Titta" De Martiis ( †14 anni dopo il matrimonio, a 40 anni) | Giambattista "Titta" De Martiis ( †14 anni dopo il matrimonio, a 40 anni) | Giambattista "Titta" De Martiis ( †14 anni dopo il matrimonio, a 40 anni) |  |  |  |  | Laura De Martiis | Laura De Martiis | Laura De Martiis | Laura De Martiis | Laura De Martiis | Laura De Martiis |  |  | Enrico Cannavale (45 anni, avvocato) | Enrico Cannavale (45 anni, avvocato) | Enrico Cannavale (45 anni, avvocato) | Enrico Cannavale (45 anni, avvocato) | Enrico Cannavale (45 anni, avvocato) | Enrico Cannavale (45 anni, avvocato) |
|  |  |  |  | Giorgina Criscuolo | Giorgina Criscuolo | Giorgina Criscuolo | Giorgina Criscuolo | Giorgina Criscuolo | Giorgina Criscuolo |  |  | Giambattista "Titta" De Martiis ( †14 anni dopo il matrimonio, a 40 anni) | Giambattista "Titta" De Martiis ( †14 anni dopo il matrimonio, a 40 anni) | Giambattista "Titta" De Martiis ( †14 anni dopo il matrimonio, a 40 anni) | Giambattista "Titta" De Martiis ( †14 anni dopo il matrimonio, a 40 anni) | Giambattista "Titta" De Martiis ( †14 anni dopo il matrimonio, a 40 anni) | Giambattista "Titta" De Martiis ( †14 anni dopo il matrimonio, a 40 anni) |  |  |  |  | Laura De Martiis | Laura De Martiis | Laura De Martiis | Laura De Martiis | Laura De Martiis | Laura De Martiis |  |  | Enrico Cannavale (45 anni, avvocato) | Enrico Cannavale (45 anni, avvocato) | Enrico Cannavale (45 anni, avvocato) | Enrico Cannavale (45 anni, avvocato) | Enrico Cannavale (45 anni, avvocato) | Enrico Cannavale (45 anni, avvocato) |
|  |  |  |  |                    |                    |                    |                    |                    |                    |  |  |                                                                           |                                                                           |                                                                           |                                                                           |                                                                           |                                                                           |  |  |  |  |                  |                  |                  |                  |                  |                  |  |  |                                      |                                      |                                      |                                      |                                      |                                      |
|  |  |  |  |                    |                    |                    |                    |                    |                    |  |  |                                                                           |                                                                           |                                                                           |                                                                           |                                                                           |                                                                           |  |  |  |  |                  |                  |                  |                  |                  |                  |  |  |                                      |                                      |                                      |                                      |                                      |                                      |

|  |  | Gianfilippo De Martiis (13 anni ca) | Gianfilippo De Martiis (13 anni ca) | Gianfilippo De Martiis (13 anni ca) | Gianfilippo De Martiis (13 anni ca) | Gianfilippo De Martiis (13 anni ca) | Gianfilippo De Martiis (13 anni ca) |  |  | Matilde De Martiis | Matilde De Martiis | Matilde De Martiis | Matilde De Martiis | Matilde De Martiis | Matilde De Martiis |  |  | Amalia De Martiis | Amalia De Martiis | Amalia De Martiis | Amalia De Martiis | Amalia De Martiis | Amalia De Martiis |  |  | Masino De Martiis (5 anni) | Masino De Martiis (5 anni) | Masino De Martiis (5 anni) | Masino De Martiis (5 anni) | Masino De Martiis (5 anni) | Masino De Martiis (5 anni) |

### Albero genealogico della famiglia Cannavale
|  |  |  |  |  |  |  |  |  |  |  |  |  |  |  |  | ? | ? | ? | ? | ? | ? |  |  | ? | ? | ? | ? | ? | ? |  |  |
|  |  |  |  |  |  |  |  |  |  |  |  |  |  |  |  | ? | ? | ? | ? | ? | ? |  |  | ? | ? | ? | ? | ? | ? |  |  |
|  |  |  |  |  |  |  |  |  |  |  |  |  |  |  |  |   |   |   |   |   |   |  |  |   |   |   |   |   |   |  |  |
|  |  |  |  |  |  |  |  |  |  |  |  |  |  |  |  |   |   |   |   |   |   |  |  |   |   |   |   |   |   |  |  |

|  |  | ? | ? | ? | ? | ? | ? |  |  | Giovanni Cannavale (impiegato al comune di Calena) | Giovanni Cannavale (impiegato al comune di Calena) | Giovanni Cannavale (impiegato al comune di Calena) | Giovanni Cannavale (impiegato al comune di Calena) | Giovanni Cannavale (impiegato al comune di Calena) | Giovanni Cannavale (impiegato al comune di Calena) |  |  |  |  | ? (padre) | ? (padre) | ? (padre) | ? (padre) | ? (padre) | ? (padre) |  |  | ? (madre) | ? (madre) | ? (madre) | ? (madre) | ? (madre) | ? (madre) |
|  |  | ? | ? | ? | ? | ? | ? |  |  | Giovanni Cannavale (impiegato al comune di Calena) | Giovanni Cannavale (impiegato al comune di Calena) | Giovanni Cannavale (impiegato al comune di Calena) | Giovanni Cannavale (impiegato al comune di Calena) | Giovanni Cannavale (impiegato al comune di Calena) | Giovanni Cannavale (impiegato al comune di Calena) |  |  |  |  | ? (padre) | ? (padre) | ? (padre) | ? (padre) | ? (padre) | ? (padre) |  |  | ? (madre) | ? (madre) | ? (madre) | ? (madre) | ? (madre) | ? (madre) |
|  |  |   |   |   |   |   |   |  |  |                                                    |                                                    |                                                    |                                                    |                                                    |                                                    |  |  |  |  |           |           |           |           |           |           |  |  |           |           |           |           |           |           |

|  |  |  |  | Clelia Cannavale | Clelia Cannavale | Clelia Cannavale | Clelia Cannavale | Clelia Cannavale | Clelia Cannavale |  |  |  |  |  |  | Laura De Martiis | Laura De Martiis | Laura De Martiis | Laura De Martiis | Laura De Martiis | Laura De Martiis |  |  | Enrico Cannavale (45 anni, avvocato) | Enrico Cannavale (45 anni, avvocato) | Enrico Cannavale (45 anni, avvocato) | Enrico Cannavale (45 anni, avvocato) | Enrico Cannavale (45 anni, avvocato) | Enrico Cannavale (45 anni, avvocato) |
|  |  |  |  | Clelia Cannavale | Clelia Cannavale | Clelia Cannavale | Clelia Cannavale | Clelia Cannavale | Clelia Cannavale |  |  |  |  |  |  | Laura De Martiis | Laura De Martiis | Laura De Martiis | Laura De Martiis | Laura De Martiis | Laura De Martiis |  |  | Enrico Cannavale (45 anni, avvocato) | Enrico Cannavale (45 anni, avvocato) | Enrico Cannavale (45 anni, avvocato) | Enrico Cannavale (45 anni, avvocato) | Enrico Cannavale (45 anni, avvocato) | Enrico Cannavale (45 anni, avvocato) |

### Albero genealogico della famiglia Marano
|  |  |  |  |  |  |  |  |  |  |  |  |  |  |  |  |  |  |  |  |  |  |  |  |
|  |  |  |  |  |  |  |  |  |  |  |  |  |  |  |  |  |  |  |  |  |  |  |  |

|  |  | ? | ? | ? | ? | ? | ? |  |  | ? | ? | ? | ? | ? | ? |  |  | ? | ? | ? | ? | ? | ? |  |  | ? | ? | ? | ? | ? | ? |
|  |  | ? | ? | ? | ? | ? | ? |  |  | ? | ? | ? | ? | ? | ? |  |  | ? | ? | ? | ? | ? | ? |  |  | ? | ? | ? | ? | ? | ? |
|  |  |   |   |   |   |   |   |  |  |   |   |   |   |   |   |  |  |   |   |   |   |   |   |  |  |   |   |   |   |   |   |

|  |  |  |  |  |  | Filoteo Natalizio (60 anni ca) | Filoteo Natalizio (60 anni ca) | Filoteo Natalizio (60 anni ca) | Filoteo Natalizio (60 anni ca) | Filoteo Natalizio (60 anni ca) | Filoteo Natalizio (60 anni ca) |  |  |  |  |  |  |  |  | Immacolata Zumpa | Immacolata Zumpa | Immacolata Zumpa | Immacolata Zumpa | Immacolata Zumpa | Immacolata Zumpa |  |  | Giuseppe "Seppe" Marano | Giuseppe "Seppe" Marano | Giuseppe "Seppe" Marano | Giuseppe "Seppe" Marano | Giuseppe "Seppe" Marano | Giuseppe "Seppe" Marano |  |  |  |  |  |  |  |  |
|  |  |  |  |  |  | Filoteo Natalizio (60 anni ca) | Filoteo Natalizio (60 anni ca) | Filoteo Natalizio (60 anni ca) | Filoteo Natalizio (60 anni ca) | Filoteo Natalizio (60 anni ca) | Filoteo Natalizio (60 anni ca) |  |  |  |  |  |  |  |  | Immacolata Zumpa | Immacolata Zumpa | Immacolata Zumpa | Immacolata Zumpa | Immacolata Zumpa | Immacolata Zumpa |  |  | Giuseppe "Seppe" Marano | Giuseppe "Seppe" Marano | Giuseppe "Seppe" Marano | Giuseppe "Seppe" Marano | Giuseppe "Seppe" Marano | Giuseppe "Seppe" Marano |  |  |  |  |  |  |  |  |
|  |  |  |  |  |  |                                |                                |                                |                                |                                |                                |  |  |  |  |  |  |  |  |                  |                  |                  |                  |                  |                  |  |  |                         |                         |                         |                         |                         |                         |  |  |  |  |  |  |  |  |
|  |  |  |  |  |  |                                |                                |                                |                                |                                |                                |  |  |  |  |  |  |  |  |                  |                  |                  |                  |                  |                  |  |  |                         |                         |                         |                         |                         |                         |  |  |  |  |  |  |  |  |

| Michele Marano | Michele Marano | Michele Marano | Michele Marano | Michele Marano | Michele Marano |  |  | Beata Marano | Beata Marano | Beata Marano | Beata Marano | Beata Marano | Beata Marano |  |  | Luca Marano (20 anni ca) | Luca Marano (20 anni ca) | Luca Marano (20 anni ca) | Luca Marano (20 anni ca) | Luca Marano (20 anni ca) | Luca Marano (20 anni ca) |  |  | Matteo Marano | Matteo Marano | Matteo Marano | Matteo Marano | Matteo Marano | Matteo Marano |  |  | Mariangela Marano | Mariangela Marano | Mariangela Marano | Mariangela Marano | Mariangela Marano | Mariangela Marano |  |  | Giovannino Marano | Giovannino Marano | Giovannino Marano | Giovannino Marano | Giovannino Marano | Giovannino Marano |

## Opere derivate
La RAI ha prodotto nel 1970 uno sceneggiato omonimo, regia di Silverio Blasi, con Paola Pitagora, Adalberto Maria Merli, Renato De Carmine; la trasmissione è andata in onda dal 23 agosto al 20 settembre 1970.

## Edizioni
- Francesco Jovine, Le terre del sacramento, Torino: G. Einaudi, 1950
- Francesco Jovine, Le terre del Sacramento, prefazione di Walter Mauro; illustrazioni originali di Andre Nicolas Suter, Bologna: Orpheus distributore, 1971, Ginevra: Edito service, 1971
- Francesco Jovine, Le terre del Sacramento, introduzione e cura di Francesco D'Episcopo, Roma: Donzelli, 2012
- Francesco Jovine, Le terre del Sacramento, Massa: Edizioni clandestine, 2021
- Francesco Jovine, Le terre del Sacramento, Roma: Ecra, 2021

Jovine, Francesco
- Francesco Jovine, Le terre del Sacramento, Asola: Gilgamesh, 2023